# 中原美海
中原 美海（なかはら みう、2001年11月22日 - ）は、モーターサイクル・ロードレースライダー。神奈川県出身。

## 略歴
小学校5年生の時に父親が10歳年下の妹のために買ったポケバイに興味を持ったことをきっかけにバイクに乗るようになる。

11歳の時にポケバイレースを始め、2014年にロードレースデビューをしている。
2015年からWebike Team Norick Yamaha（阿部光雄 監督）に所属し、地方選手権ST250クラスに参戦する。
2016年は昨年に引き続きはWebike Team Norick Yamahaに所属し、地方選手権JP250クラス(茂木、筑波、菅生)などに参戦する。

もてぎロードレース選手権 MFJレディースロードレース ST150の第2戦で優勝している。

SUGO 6時間耐久レース ST150ではWebike Team Noric & SRT7号機(第1ライダー:中原美海 選手、第2ライダー:保坂綾乃 選手)から出場し、決勝では合計5時間を走りクラス優勝を果たす。
2017年はRAPID BIKE team miuからJP250クラスなどに参戦する。

この年は600ccクラスのレースとなる筑波選手権ST600(N/F)の第1戦にも参戦している。
2018年はRAPID BIKE Team miu with VesrahからもてぎロードレースJP250クラスなどに参戦する。

ARRC(アジアロードレース選手権)第3戦鈴鹿のUB150クラスに代役で参戦し、以降最終ラウンドまで参戦している。

また、MFJスーパーモト東日本エリア選手権に参戦し、S2クラスチャンピオンとWOMEN’S AWARDSチャンピオンになっている。
2019年はUnited Oil Y-TEQ Liberty RacingからARRC(アジアロードレース選手権)のAP250に第3戦ラウンドから最終ラウンドまで参戦する。

昨年に引き続きMFJ全日本スーパーモト S2にも参戦している。
2020年はRT-OUT RUN With plusoneからもてぎロードレース選手権J-GP3に参戦する。
2022年は海外レースを主戦場としておりARRC(アジアロードレース選手権) TVS ASIA One Make Championshipにフル参戦する。

国内レースは、もてぎロードレース選手権 JP250 第4戦に参戦している。
2023年はUOS OIL RACING TEAMからMFJ CUP JP250にフル参戦する。

ARRC(アジアロードレース選手権) TVS ASIA One Make Championshipの第3戦にワイルドカードで参戦する。

TSR台湾 150BIKE B2クラスで1位(王者決定戦2位)となる。
2024年はUOS OIL Racing Team OUTRUNからMFJ CUP JP250にフル参戦する。

筑波ロードレース選手権 第2戦ST600(Nat)クラスにスポット参戦している。

海外のレースではTSR台湾 150BIKE Bクラスの第4戦にスポット参戦している。

また、FIMインターコンチネンタルゲームズ・へレス2024にFIMアジア代表メンバーとして選抜されており、スーパースポーツ300クラスに参戦している。

この大会でFIMアジアは総合2位を獲得している。

## 記録
- 2014年 - もてぎロードレース選手権 MFJレディースロードレース Princess150 ランキング3位
  - もてぎロードレース選手権 ST150 ランキング3位
  - FIMアジア国別対抗ロードレース レース1:9位、レース2:8位

- 2015年 - もてぎロードレース選手権 MFJレディースロードレース Princess250T Trophy ランキング1位
  - もてぎロードレース選手権 ST250T Eterna ランキング8位
  - 筑波ロードレース選手権 ST250 ランキング12位
  - SUGOロードレース選手権 ST250 ランキング3位
  - FIMアジア国別対抗ロードレース レース1:4位、レース2:13位

- 2016年 - SUGO 6時間耐久レース ST150 クラス優勝(総合7位)[24]

- 2017年 - MFJ全日本ロードレース選手権 JP250 NAT ランキング23位
  - もてぎロードレース選手権 ST250T Eternal ランキング3位
  - もてぎロードレース選手権 ST250T Eternal レディースクラス ランキング1位
  - もてぎロードレース選手権 ST150 ランキング7位
  - もてぎロードレース選手権 ST150 レディースクラス ランキング5位
  - FIMアジア国別対抗ロードレース タイ大会 レース1:リタイア、レース2:1位
  - FIMアジア国別対抗ロードレース インド大会 レース1:リタイア、レース2:2位

- 2018年 - もてぎロードレース選手権 JP250 ランキング9位
  - ARRC(アジアロードレース選手権)UB150 ランキング22位
  - MFJスーパーモト東日本エリア選手権 S2 ランキング1位
  - MFJスーパーモト WOMEN’S AWARDS ランキング1位[25]

- 2019年 - ARRC(アジアロードレース選手権)AP250参戦
  - MFJ全日本スーパーモト S2 ランキング17位

- 2020年 - もてぎロードレース選手権 J-GP3参戦

- 2022年 - ARRC(アジアロードレース選手権) TVS ASIA One Make Championship ランキング15位
  - もてぎロードレース選手権 JP250 ランキング28位[26]

- 2023年 - MFJ全日本ロードレース選手権 JP250 ランキング11位[27]
  - TSR台湾 150BIKE B2クラス 1位(王者決定戦2位)
  - ARRC(アジアロードレース選手権) TVS ASIA One Make Championship ランキング18位

- 2024年 - MFJ全日本ロードレース選手権 JP250 NATクラス ランキング10位
  - 筑波ロードレース選手権 ST600(Nat)クラス 第2戦 12位
  - TSR台湾 150BIKE Bクラス 第4戦 6位
  - FIMインターコンチネンタルゲームズ・へレス2024　FIMアジア：総合2位（個人成績としてはスーパースポーツ300クラス レース1:16位[28]、レース2:13位[29]）